# Partia Emerytów (Włochy)
Partia Emerytów (wł. Partito Pensionati, PP) – włoska centrowa partia polityczna.

## Historia
Partia została założona w 1987 w Mediolanie, od początku jej liderem pozostaje Carlo Fatuzzo, a PP służy jako jego polityczne zaplecze. W połowie lat 90. emeryci byli sojusznikiem Silvia Berlusconiego. W wyborach do Parlamentu Europejskiego w 1999 i 2004 ich przewodniczący uzyskiwał mandat eurodeputowanego.
W lutym 2006 PP dołączyła do centrolewicowej koalicji L'Unione Romano Prodiego. W wyborach parlamentarnych w tym samym roku wystawiła w jej ramach własne listy, otrzymując około 1% głosów i nie uzyskując żadnych mandatów.
Tuż po wyborach Antonio Tajani, lider Forza Italia w Europarlamencie, rozpoczął negocjacje z Carlo Fatuzzo celem nakłonienia go do powrotu do centroprawicowej koalicji. Już 20 listopada 2006 Partia Emerytów opuściła Unię, przechodząc do Domu Wolności, jesienią 2007 była wśród inicjatorów nowej formacji centroprawicy pod nazwą Lud Wolności, jednak w przedterminowych wyborach w 2008 żaden z jej przedstawicieli nie uzyskał mandatu w parlamencie XVI kadencji. W 2009 PP nie zgodziła się na samorozwiązanie i wejście do Ludu Wolności, współtworzyła Biegun Autonomii. W 2013 ponownie współpracowała z Ludem Wolności w wyborach krajowych. W 2018 jej lider Carlo Fatuzzo uzyskał mandat deputowanego z ramienia Forza Italia.